# All for You (dal)
Az All for You Janet Jackson amerikai énekesnő kislemeze All for You című albumáról. A Grammy-díjas dal Jackson egyik legnagyobb slágere, és az utolsó olyan száma, ami vezette a Billboard Hot 100-at.

## Fogadtatása
A dal a Change együttes és Luther Vandross The Glow of Love című dalából felhasznált részletre épül. Az All for You lett az első kislemez, amit már a megjelenése napján minden jelentősebb rádió játszani kezdett. Ez lett Jackson tizedik és jelenleg utolsó listavezető száma az USA-ban a Billboard Hot 100-on, ahol hét hétig állt az első helyen. Vezette a Hot R&B/Hip-Hop Songs és a Hot Dance Club Play listákat is. A dal csaknem minden európai országban a Top 10-be került, Ausztráliában és Új-Zélandon a Top 5-be, Kanadában és több más országban listavezető lett. Az USA-ban platinalemez lett; számos díjat elnyert, közte a legjobb táncdalnak járó Grammy-díjat.

## Videóklip és remixek
A dal videóklipjét Dave Meyers rendezte, és egy színes kétdimenziós világban játszódik. A 2001 júliusában megjelent klip elején Janet a metrón ül és egy helyes fiút figyel. Ezután Janet és a táncosai a metróállomáson táncolnak, majd a tengerparton. Az instrumentális résznél, ahol táncolnak, többek közt dobrészlet hallható Rebbie Jackson Centipede című dalából és Janet 1986-os slágeréből, a The Pleasure Principle-ből.

### Hivatalos remixek
- Original 12" – 6:29
- Album Version – 5:30
- Radio Edit – 4:24
- Video Mix – 4:33
- Vocal Down – 4:23
- Instrumental – 6:19
- Thunderpuss Club Mix – 10:28
- Thunderdub – 10:32
- Thunderpuss Drumapella – 6:49
- Thunderpuss Change It Up Mix – 10:34
- Thunderpuss Change It Up Edit – 6:10
- Thunderpuss Change It Up Radio Edit – 3:47
- Thunderpuss Change It Up Dub – 7:19
- Thunderpuss Radio Mix – 4:26
- Thunderpuss Radio TV #1 – 4:21
- Thunderpuss Radio TV #2 – 4:22
- Thunderpuss Radio Mix Instrumental – 4:21
- Thunderpuss Military Mix – 8:37
- Thunderpuss Military Instrumental / Thunderpuss Military Dub – 8:37
- DJ Quik Remix – 4:32
- DJ Quik Instrumental – 4:32
- Rock Mix – 7:22
- Rock Radio Mix – 4:26
- Instrumental Rock Mix – 7:22
- Dance Rock Mix – 7:22
- Top Heavy Remix / DJ Premier Mix (Radio) – 4:03
- Top Heavy TV Mix / DJ Premier TV (Main) – 4:03
- Top Heavy Remix Instrumental / DJ Premier Instrumental – 3:56
- Phats & Small Remix – 6:05
- Call Out Hook #1 – 0:24
- Call Out Hook #2 – 0:21

## Változatok
| CD maxi kislemez (USA) 1. All for You (Video Mix) – 4:34 2. All for You (Thunderpuss Radio Remix) – 4:25 3. All for You (DJ Quik Mix (Radio) – 4:36 4. All for You (Rockwilder Mix (Radio) – 4:25 5. All for You (DJ Premier Mix (Radio) – 4:03 CD maxi kislemez (Egyesült Királyság) 1. All for You (DJ Premier Main – 4:15 2. All for You (DJ Premier TV (Main) – 4:12 3. All for You (DJ Premier Instrumental) – 3:56 4. All for You (Rockwilder Remix (Main) – 7:26 5. All for You (Rockwilder Remix (Instrumental) – 7:27 6. All for You (Rockwilder Remix (Dance) – 7:22 | CD EP (Tajvan) 1. Doesn’t Really Matter (Album Version) – 4:29 2. Doesn’t Really Matter (Single Version) – 4:55 3. Come On Get Up – 4:47 4. All for You – 5:31 5. All for You (DJ Quik Remix) – 4:29 6. Ask for More – 5:50 CD maxi kislemez (Ausztrália, Európa) 1. All for You (Radio Edit) – 4:25 2. All for You (DJ Quik Mix) – 4:32 3. All for You (Thunderpuss Club Mix) – 10:29 4. All for You (Rock Mix) – 7:20 5. All for You (Top Heavy Remix) – 4:04 |

## Helyezések
| Slágerlista (2001)                              | Legmagasabb helyezés |
| ----------------------------------------------- | -------------------- |
| USA Billboard Hot 100                           | 1(7)                 |
| USA Billboard Hot 100 Singles Sales             | 1                    |
| USA Billboard Hot 100 Airplay                   | 1                    |
| USA Billboard Hot R&B/Hip-Hop Singles & Tracks  | 1(2)                 |
| USA Billboard Hot Dance Music/Club Play         | 1(3)                 |
| USA Billboard Hot Dance Music/Maxi-Single Sales | 8                    |
| USA Billboard Rhythmic Top 40                   | 8                    |
| USA ARC Top 40                                  | 3                    |
| Argentin kislemezlista                          | 17                   |
| Ausztrál ARIA Top 50                            | 5                    |
| Bajor kislemezlista                             | 3                    |
| Belga kislemezlista                             | 8                    |
| Brazil kislemezlista                            | 8                    |
| Brit kislemezlista                              | 3                    |
| Dán kislemezlista                               | 10                   |
| Dél-afrikai eladási lista                       | 1                    |
| Finn kislemezlista                              | 5                    |

| Slágerlista (2001)                | Legmagasabb helyezés |
| --------------------------------- | -------------------- |
| Francia kislemezlista             | 3                    |
| Görög kislemezlista               | 22                   |
| Holland kislemezlista             | 4                    |
| Hivatalos holland kislemezlista   | 15                   |
| Hongkongi kislemezlista           | 2                    |
| Ír kislemezlista                  | 15                   |
| Japán J-Wave Tokio Hot 100        | 1                    |
| Kanadai eladási lista             | 1                    |
| Lett kislemezlista                | 1                    |
| Német kislemezlista               | 16                   |
| Norvég kislemezlista              | 12                   |
| Olasz kislemezlista               | 4                    |
| Osztrák kislemezlista             | 30                   |
| Svájci kislemezlista              | 7                    |
| Svéd kislemezlista                | 13                   |
| Török kislemezlista               | 1                    |
| Új-zélandi kislemezlista          | 2                    |
| Nemzetközi egyesített slágerlista | 1(4)                 |